# Hypognatha pereiroi
Hypognatha pereiroi är en spindelart som beskrevs av Levi 1996. Hypognatha pereiroi ingår i släktet Hypognatha och familjen hjulspindlar. Inga underarter finns listade i Catalogue of Life.